# Poivron
 (février 2018).
Si vous disposez d'ouvrages ou d'articles de référence ou si vous connaissez des sites web de qualité traitant du thème abordé ici, merci de compléter l'article en donnant les références utiles à sa vérifiabilité et en les liant à la section « Notes et références ».
Capsicum annuum
Espèce
Classification APG III (2009)
Les poivrons sont des variétés de piments doux de l'espèce Capsicum annuum à très gros fruits. Le terme désigne à la fois le fruit et la plante. La plante est cultivée comme plante potagère de jardin potager pour ses fruits consommés comme légumes, crus ou cuits.
C'est une plante vivace cultivée comme une annuelle de la famille des Solanacées originaire du Mexique, d'Amérique centrale et d'Amérique du Sud.
Le poivron est l'ingrédient indispensable d'un certain nombre de plats, comme la piperade ou la ratatouille, mais il peut aussi bien servir de légume d'accompagnement.

## Étymologie
L'appellation poivron est dérivée du mot poivre, avec le suffixe -on, et fait son apparition à l'écrit en 1785.

## Description

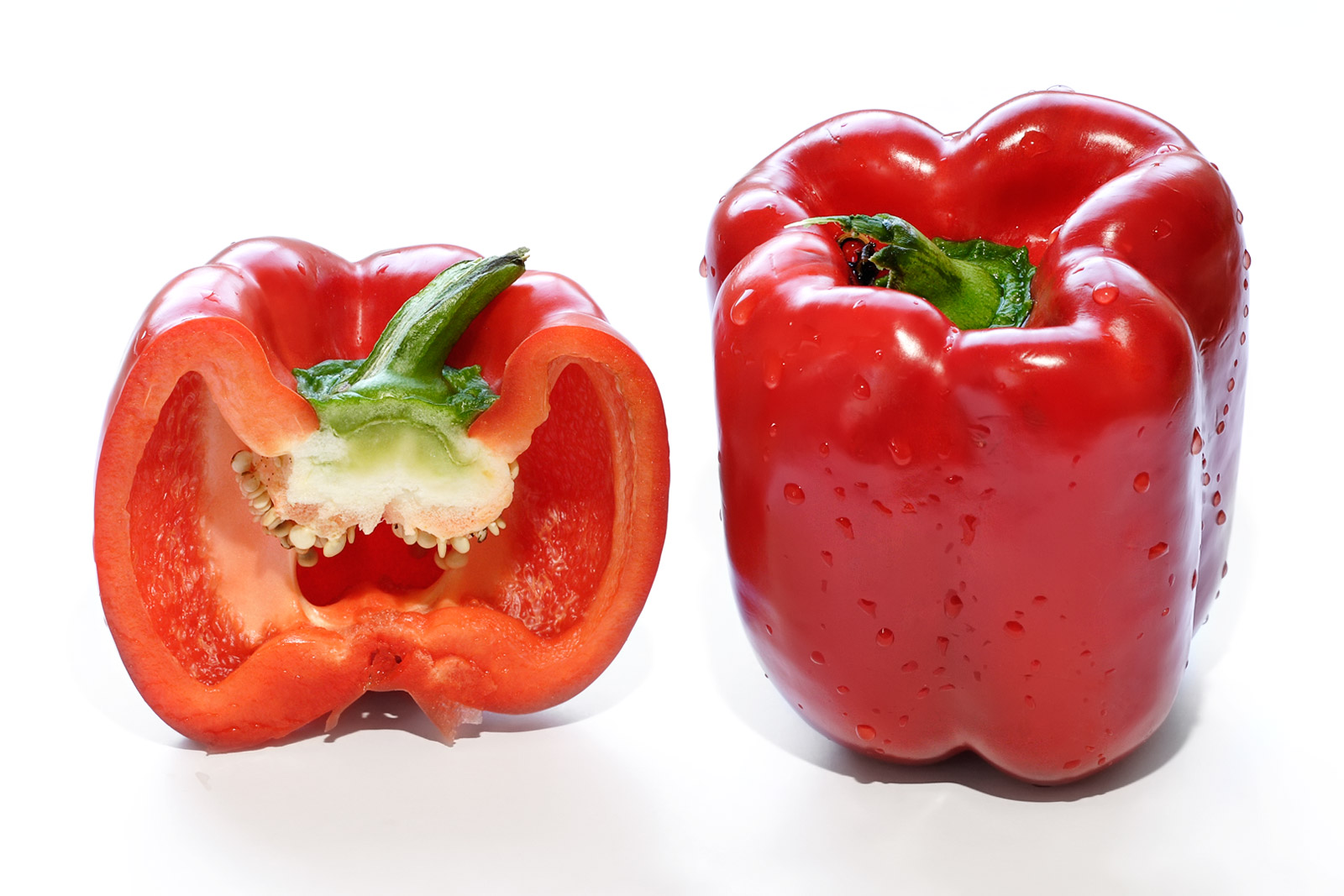
Coupe.

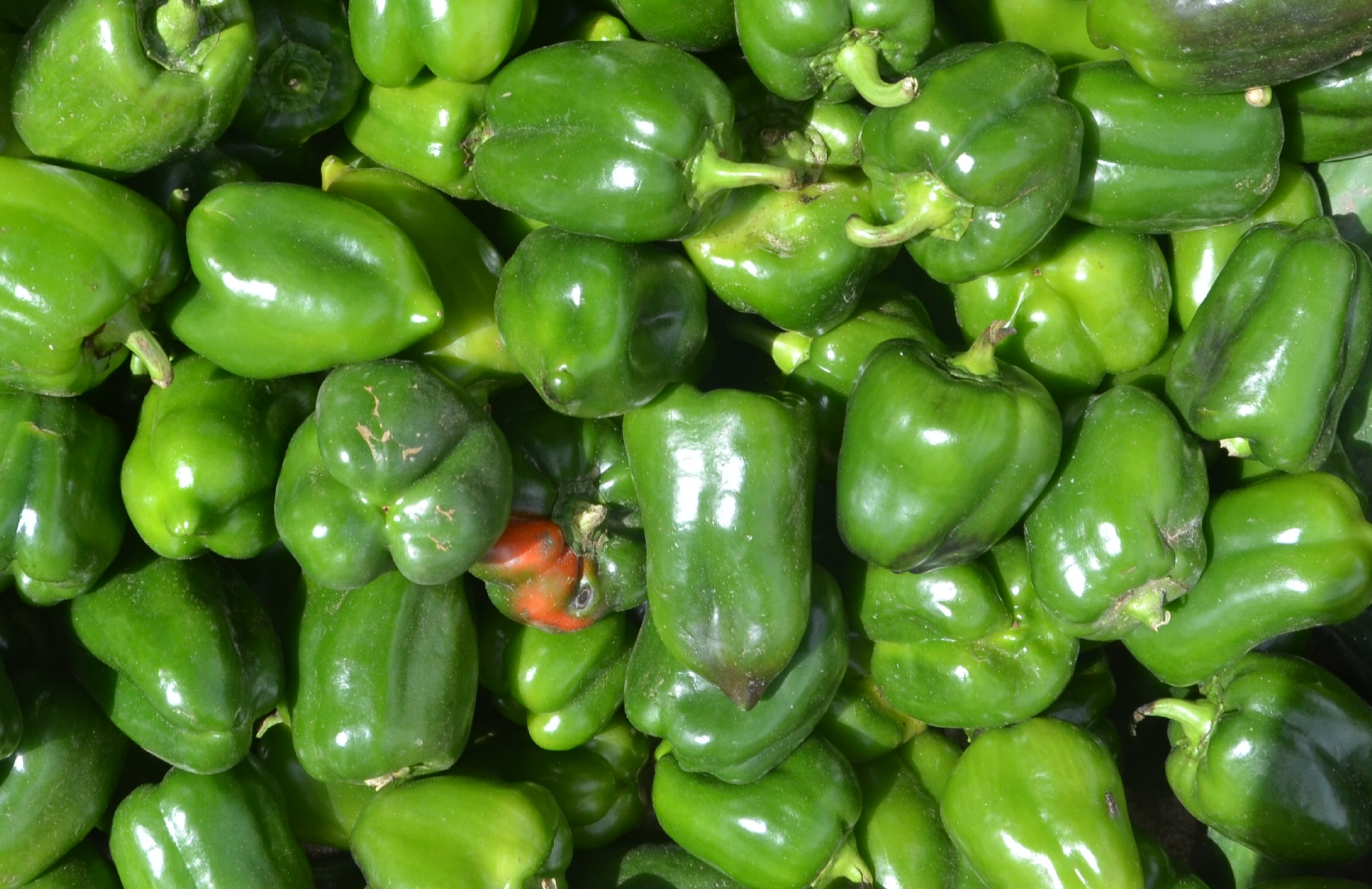
Poivrons.

C'est une plante annuelle en climat tempéré, car elle ne résiste pas au gel, mais pouvant vivre plusieurs années en climat tropical.
Port dressé, presqu'arbustif, très ramifié, les tiges de la base ont tendance à se lignifier. La plante atteint 40 à 50 cm de haut en général à la suite d'une germination ayant duré de 7 à 15 jours.
Les feuilles, alternes, lancéolées, se terminant en pointe, sont d'un vert brillant. Les fleurs, nombreuses et petites, sont blanches, à pétales soudés et pointus, au nombre de 6 à 8. Le fruit est une baie d'un type particulier, la pulpe, relativement mince et formant une espèce de capsule entourant un placenta plus ou moins volumineux portant de nombreuses graines. Extérieurement, la peau est lisse et brillante, de couleur vert brillant avant maturité, elle prend à maturité une couleur vive : jaune, orange, rouge, violet ou marron.

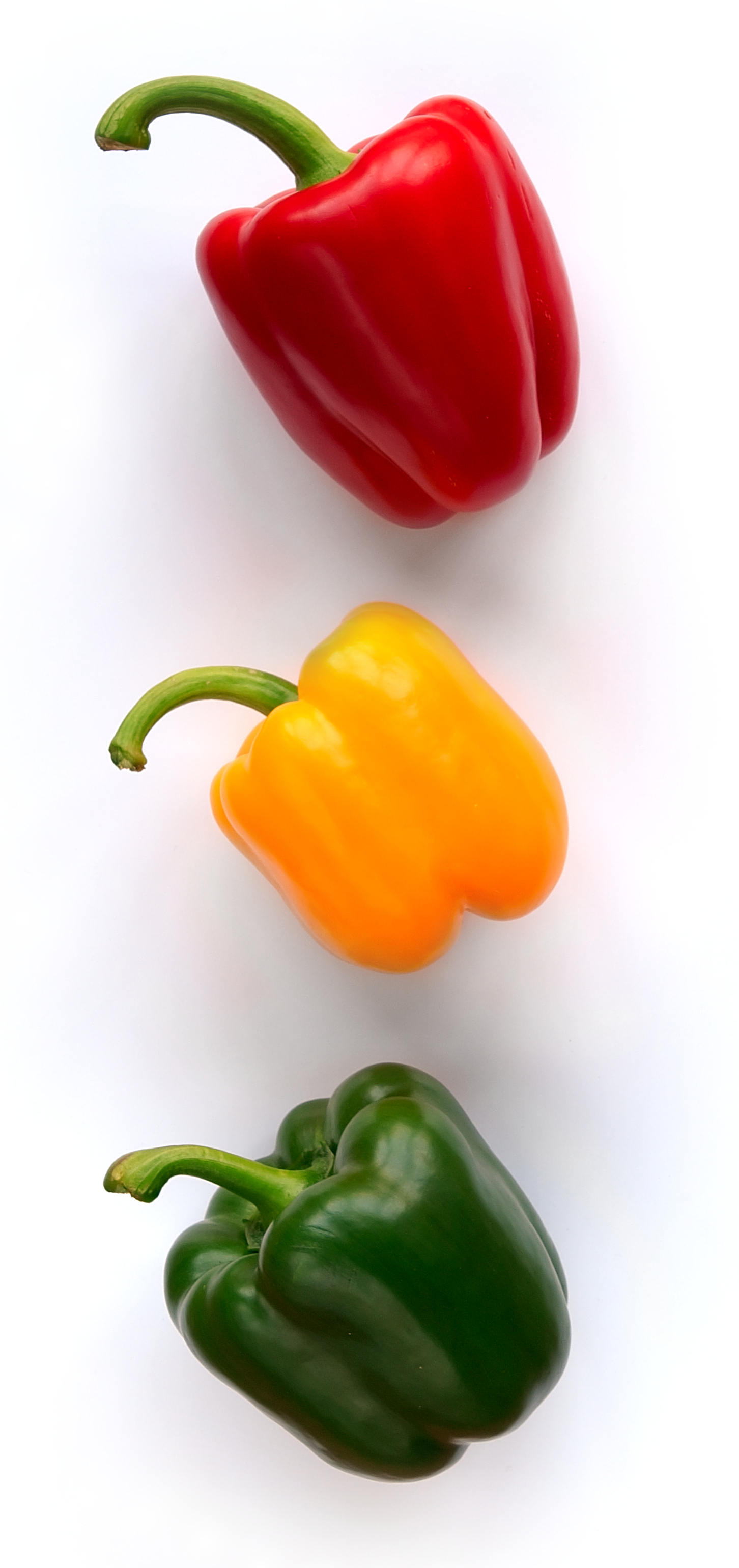

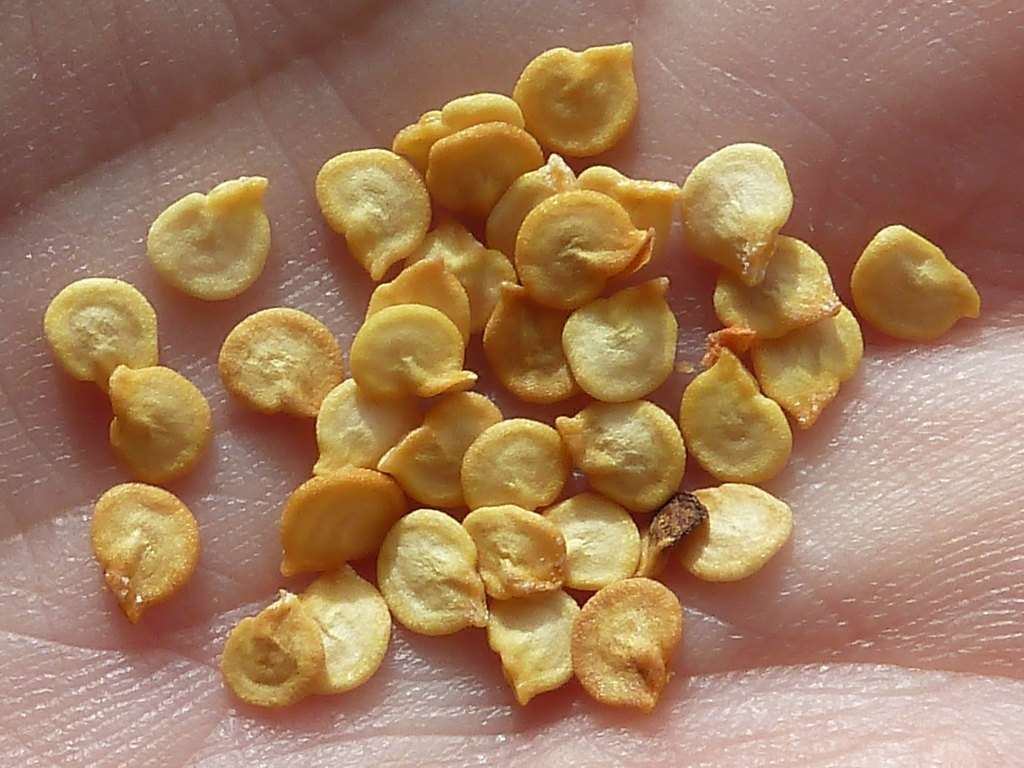
Graines.
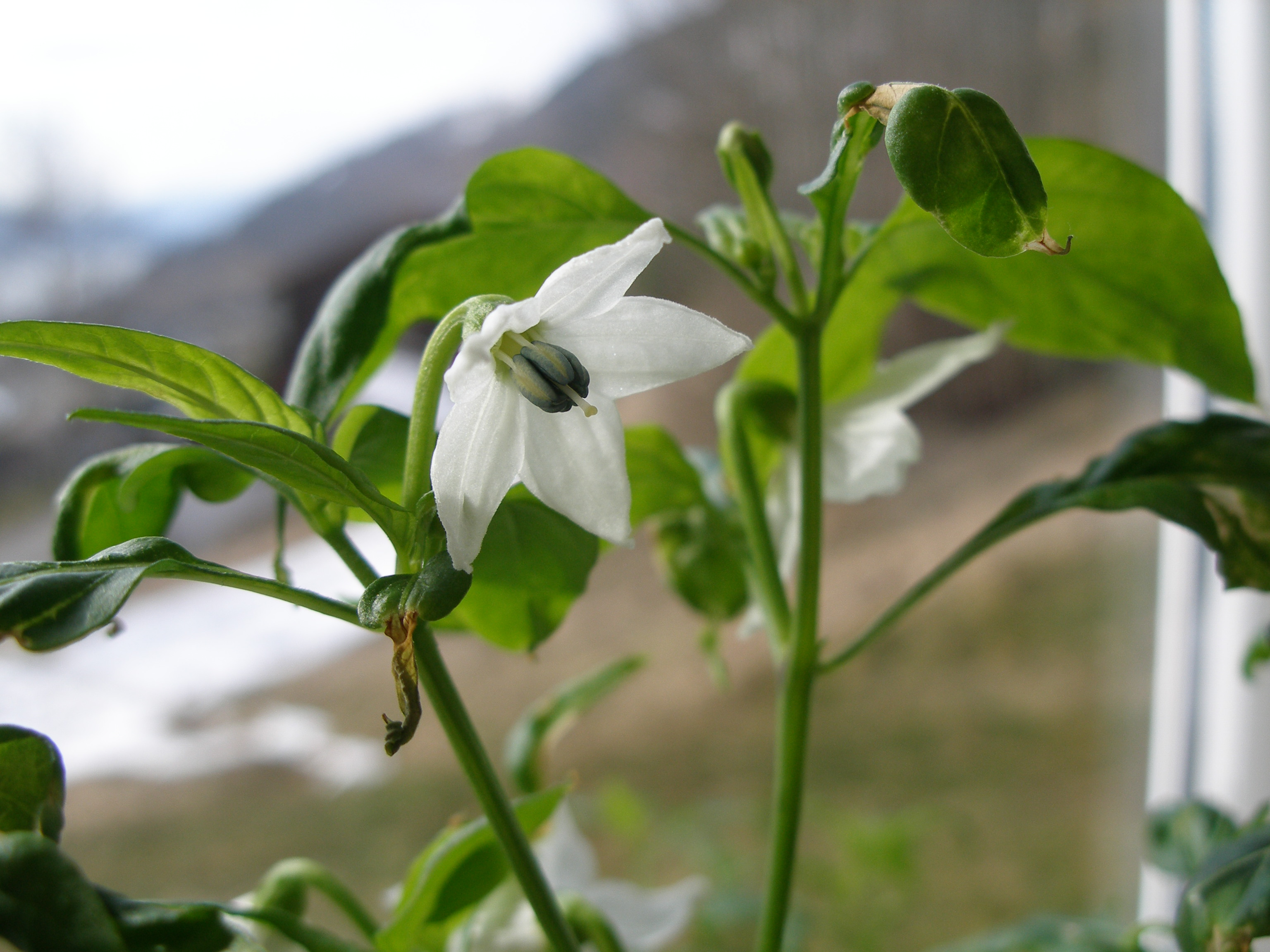
Fleur
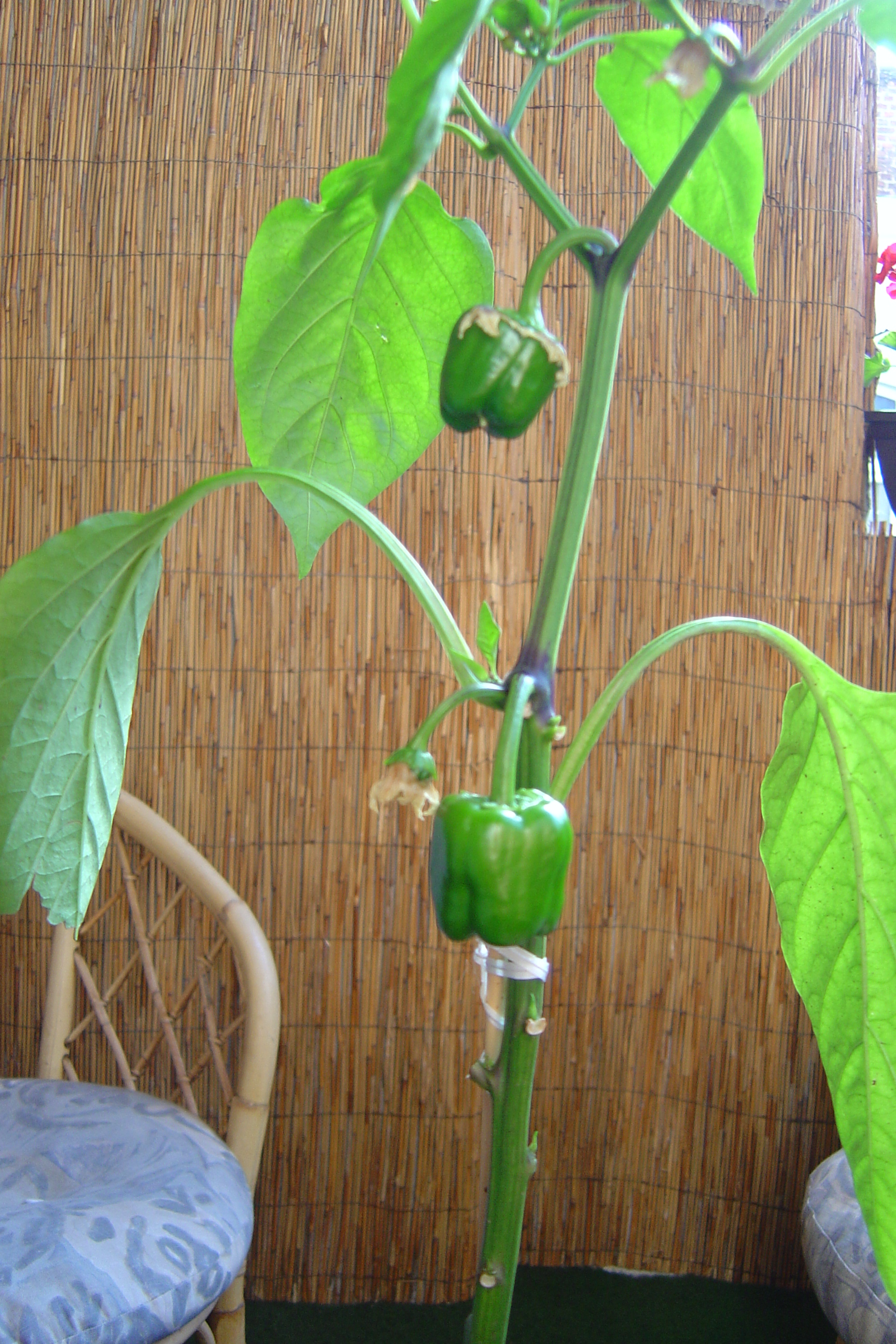
en formation
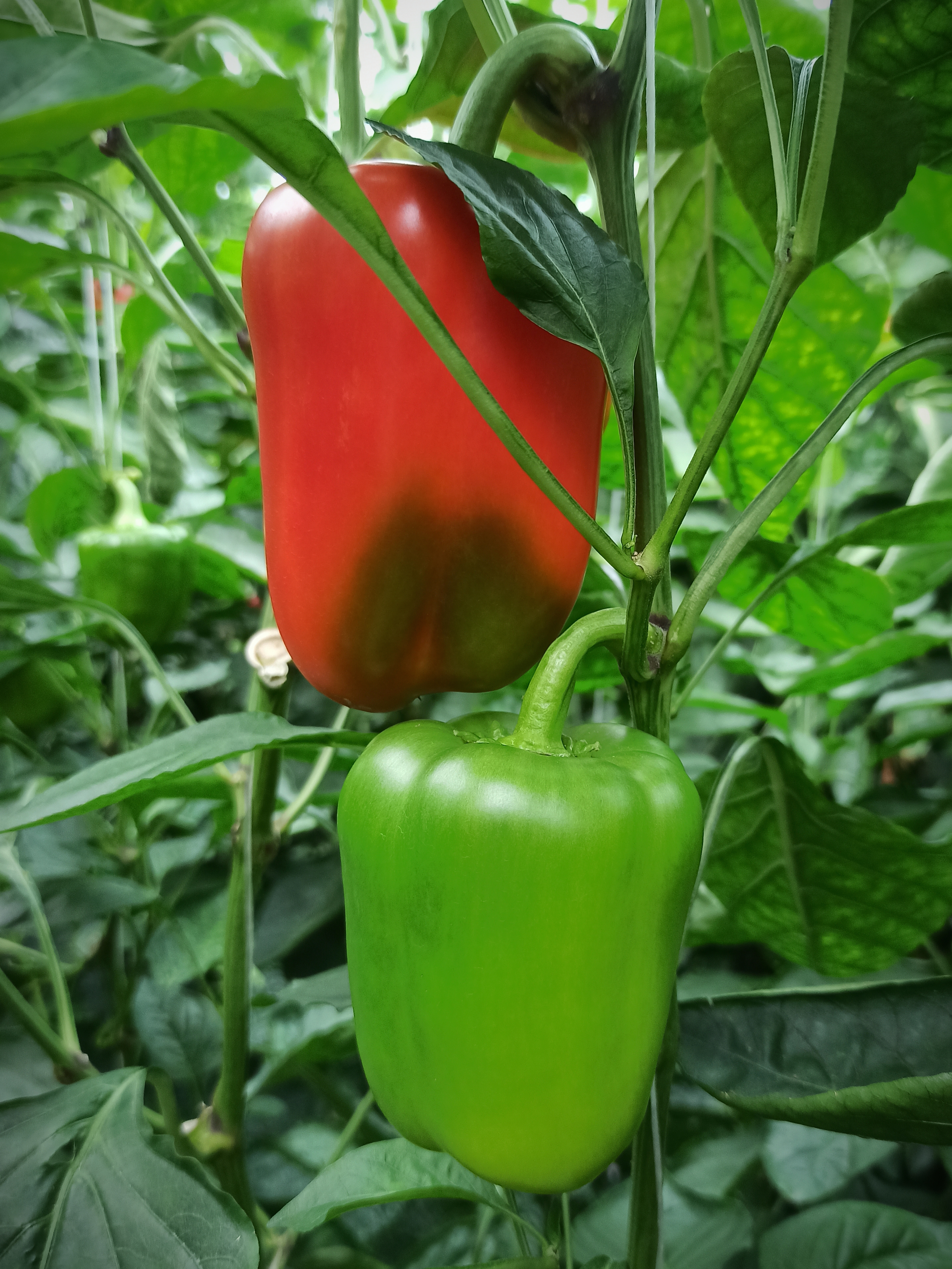
sur pied.

Les graines sont petites, plates, réniformes, de couleur crème.
Les poivrons se distinguent des piments par des fruits plus gros et plus charnus, et surtout dépourvus de capsaïcine.

## Distribution

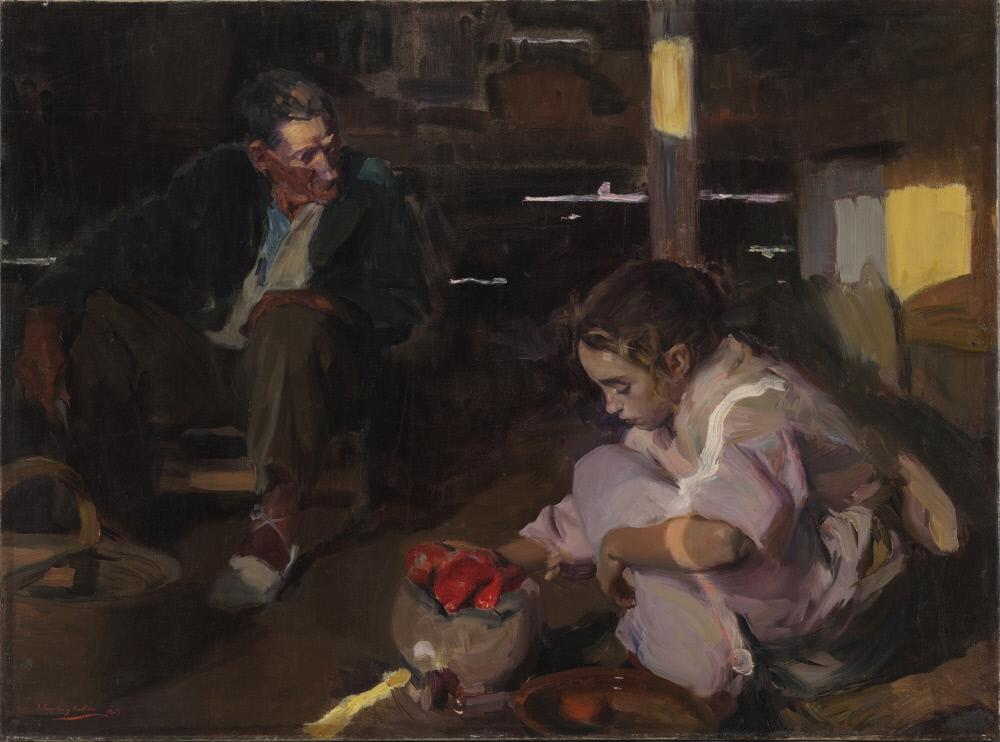
Les Poivrons, 1903
Joaquin Sorolla
The Hispanic Society of America, New York

Cette plante n'est connue qu'à l'état cultivé, son ancêtre sauvage étant Capsicum annuum. Elle est originaire d'Amérique du Sud et a été probablement domestiquée au Mexique, où on a retrouvé des graines vieilles de 5000 ans.
Elle est cultivée dans le monde entier, depuis qu'elle a été introduite en Europe à la fin du XVe siècle. Elle s'est répandue très facilement surtout sous la forme piquante, le piment. Les graines de poivrons ont été importées en Espagne pour la première fois en 1493, et se sont propagées vers l'Europe et l'Asie. Le poivron semble s'être répandu plus tard, à la fin du XVIIIe siècle en France et en Europe et au Canada.

## Variétés

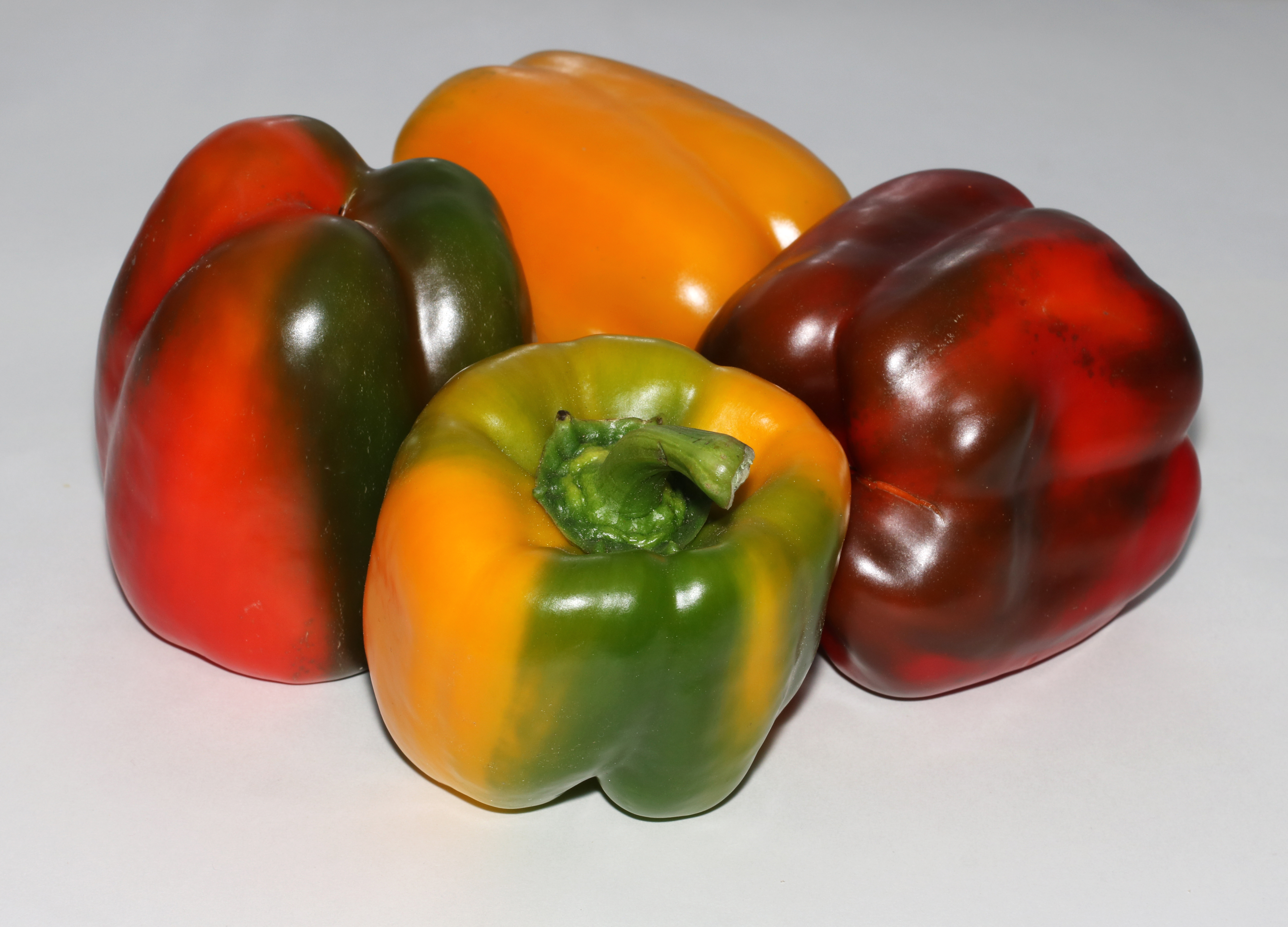

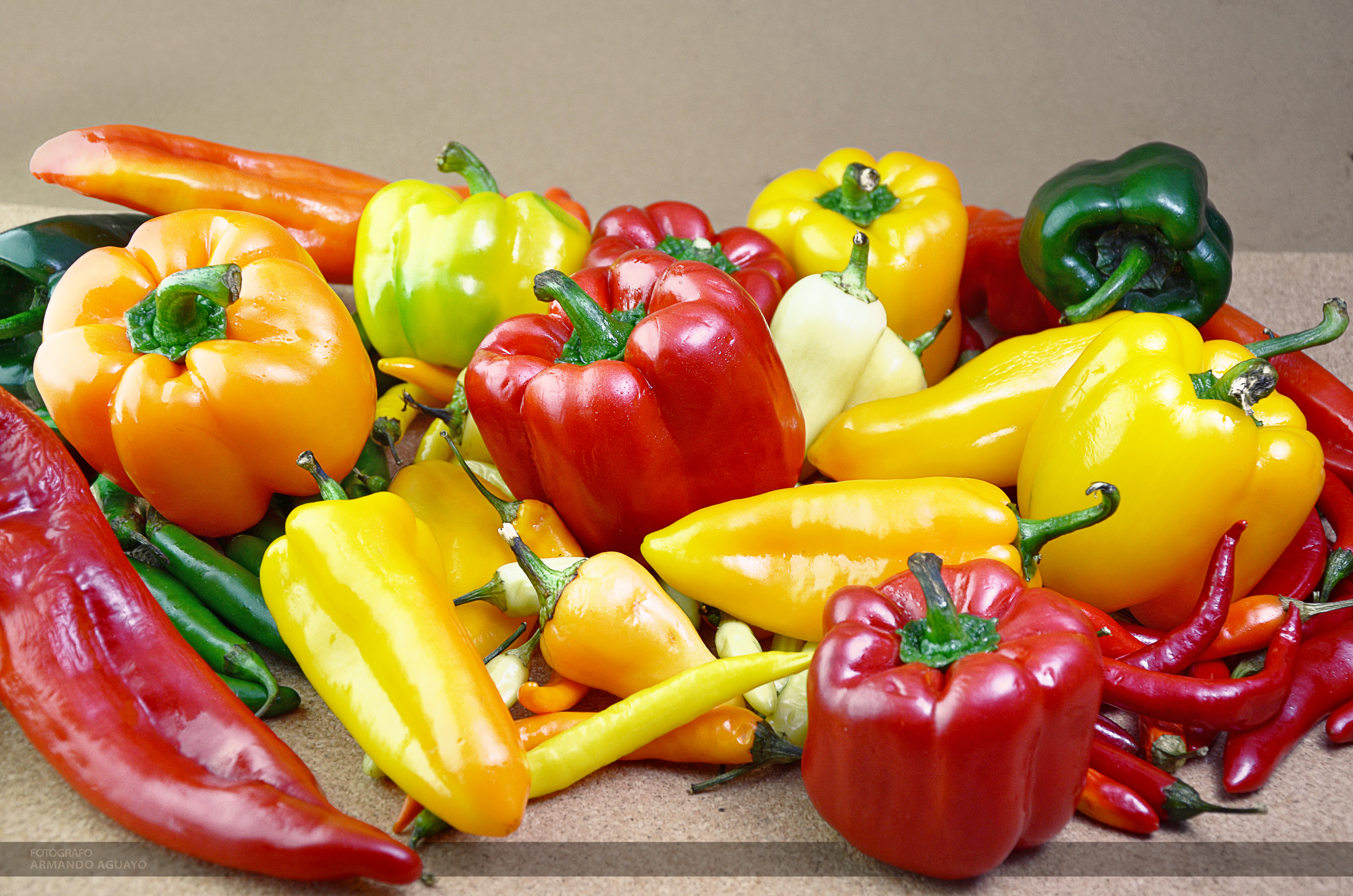

Le poivron est une espèce très polymorphe. Selon leurs formes, on distingue différents types variétaux : 
- carrés,
- en cône allongé,
- en cône large,
- aplatis.

Les variétés sont innombrables, parmi les plus connues on trouve :
- Doux de Valence,
- Petit vert marseillais,
- Doux long des Landes,
- Piquant - doux d'Algérie,
- Doux California Wonder,
- Petit carré de Nice,
- le Pepper Mont Jolien,
- le poivron de piquillo.

## Allergies au pollen de poivron
Une quantité croissante de poivron est cultivée en serre (c'est le premier légume de serre aux Pays-Bas où environ 8 000 ouvriers agricoles le cultivent sur 10 000 hectares de serre).
Ses fleurs produisent un pollen irritant auquel les travailleurs des serres sont exposés quand ils cueillent les poivrons. Un tiers de ces travailleurs finissent par devenir allergiques (avec démangeaisons, nez bouché ou coulant et parfois aggravation jusqu'à la crise d'asthme). On a montré au début des années 2000 qu'introduire une colonie d'abeilles domestiques (ruche) dans la serre diminue considérablement ce risque. Dans les serres où les abeilles étaient présentes, le pollen était récolté par les abeilles sur les anthères au fur et à mesure de sa production et les symptômes d'allergies diminuaient ou disparaissaient chez les travailleurs.

## Consommation
Le poivron (le fruit de cette plante) se récolte soit vert, soit mûr et se consomme en crudités ou cuit.
Cru, le poivron à texture cassante entre, découpé en rondelles ou en morceaux, dans la composition de salades avec tomates et oignons. Lorsqu'il est consommé cru, le poivron est peu digeste : sa peau et ses fibres épaisses sont mal supportées par les intestins fragiles. Avant de le consommer, il faut donc retirer ses fibres blanches coriaces à l'intérieur, toutes ses graines et, idéalement, sa peau (en la pelant ou en la faisant cuire).
Cuit, le poivron s'accommode de diverses manières : en poivron grillé au gril, au four, à l'étouffée, etc. Par sa forme creuse, il se prête bien aux recettes de petits farcis à la provençale. Il entre également entre autres dans la composition des antipastis, poulet basquaise, ratatouille, piperade, pan bagnat, salade niçoise, de la salade cuite chakchouka et des nouilles de riz laoyou...

Quelques exemples de recettes
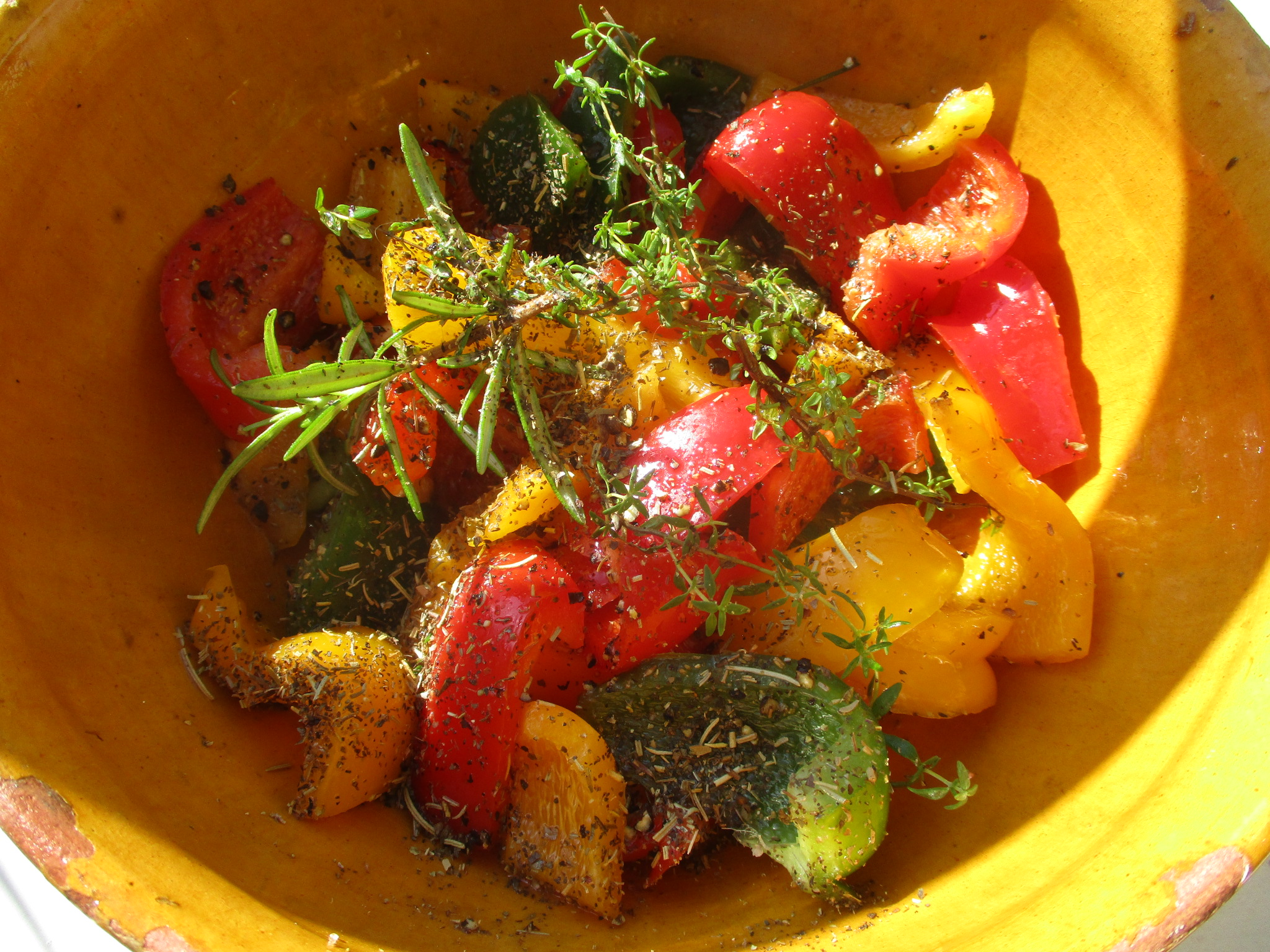
Salade de poivrons et tomates et herbes de Provence.
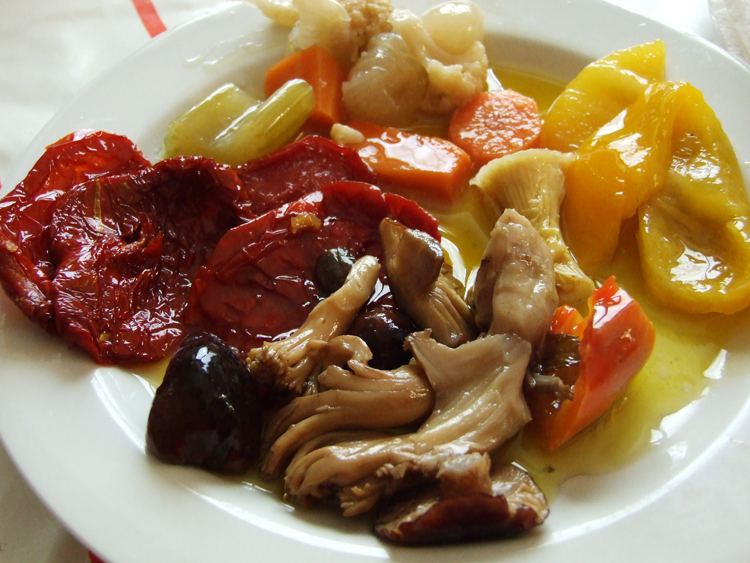
Poivron grillé.
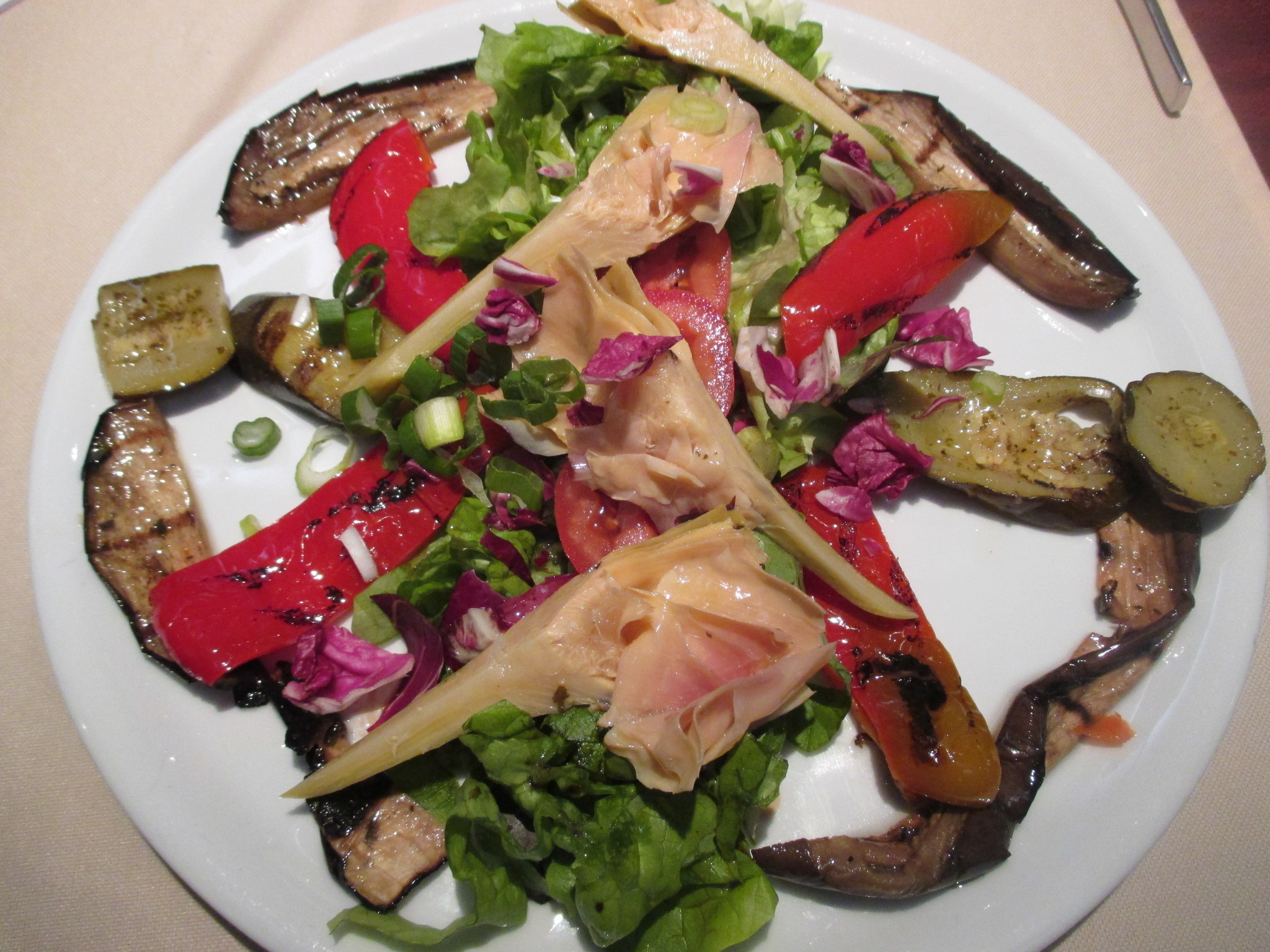
Antipasti.
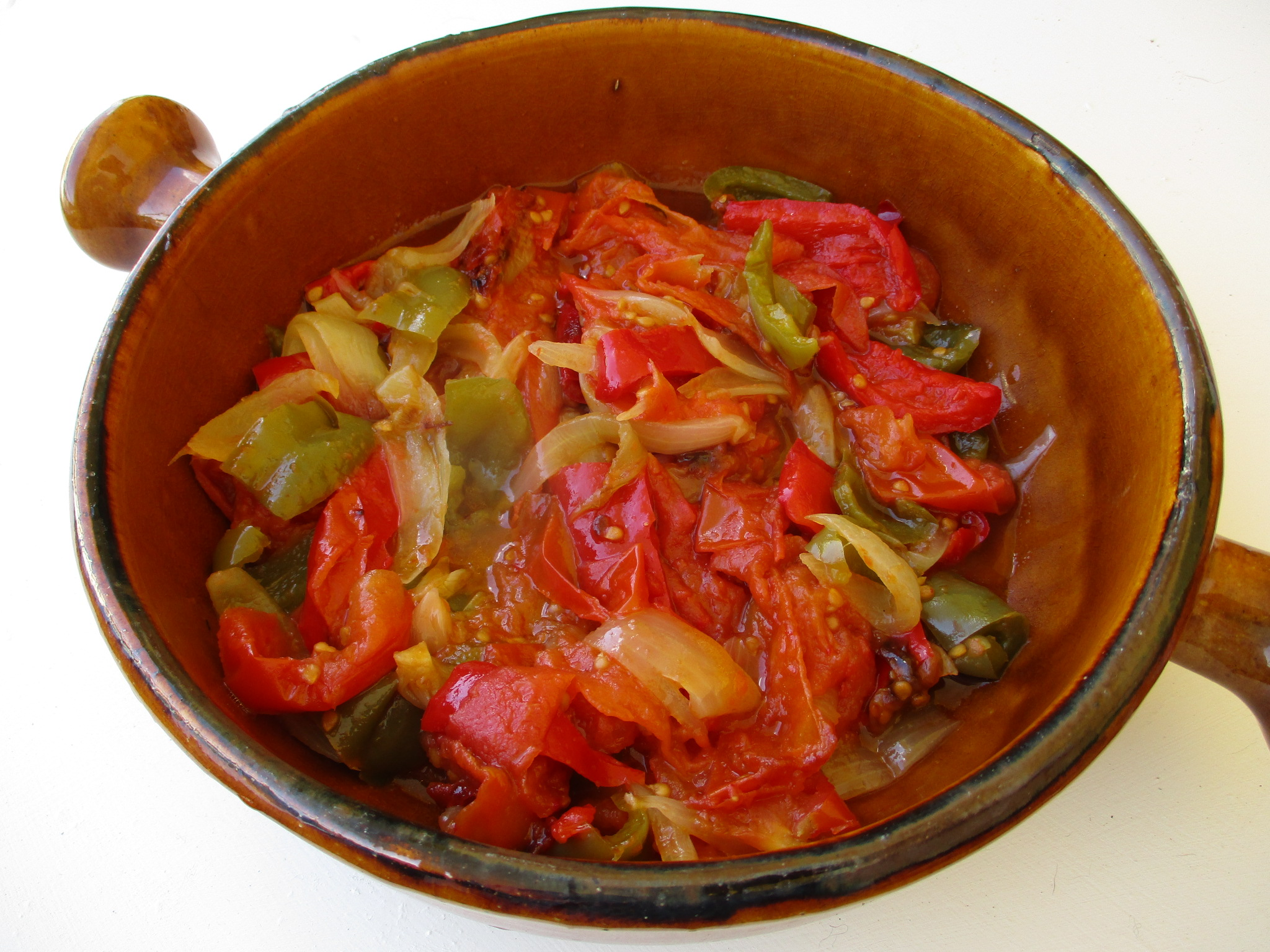
Piperade.
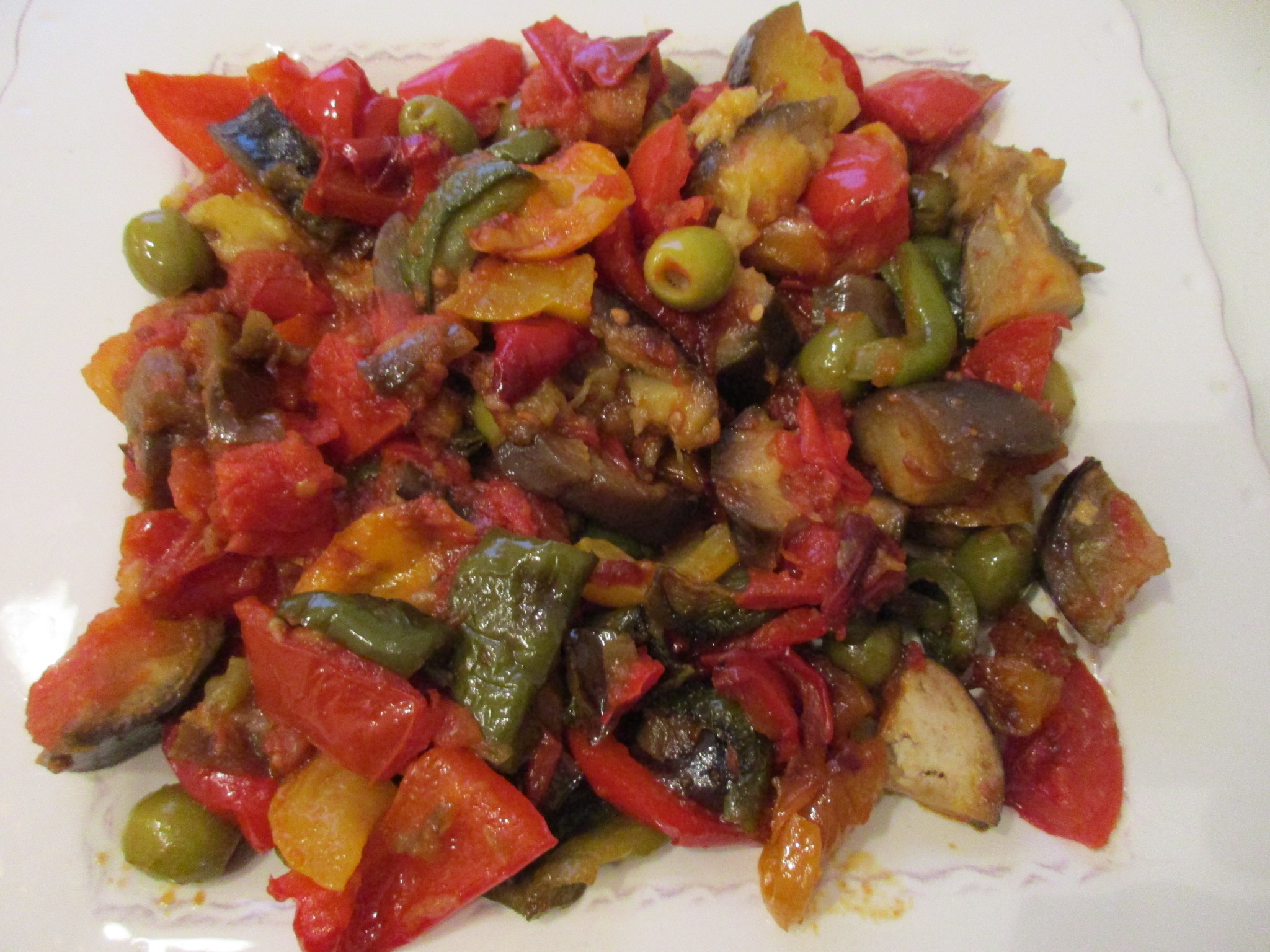
Ratatouille.
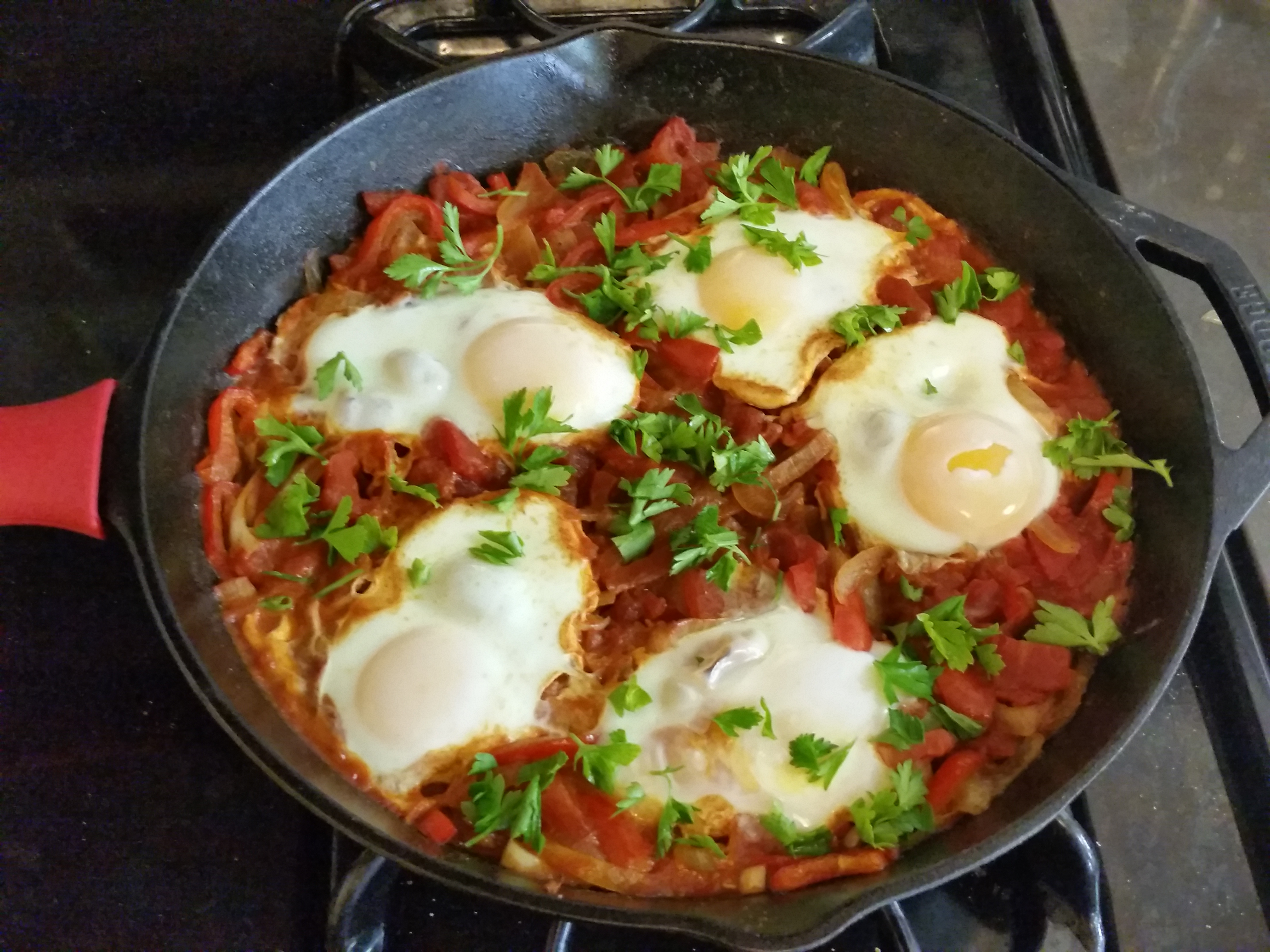
Chakchouka.
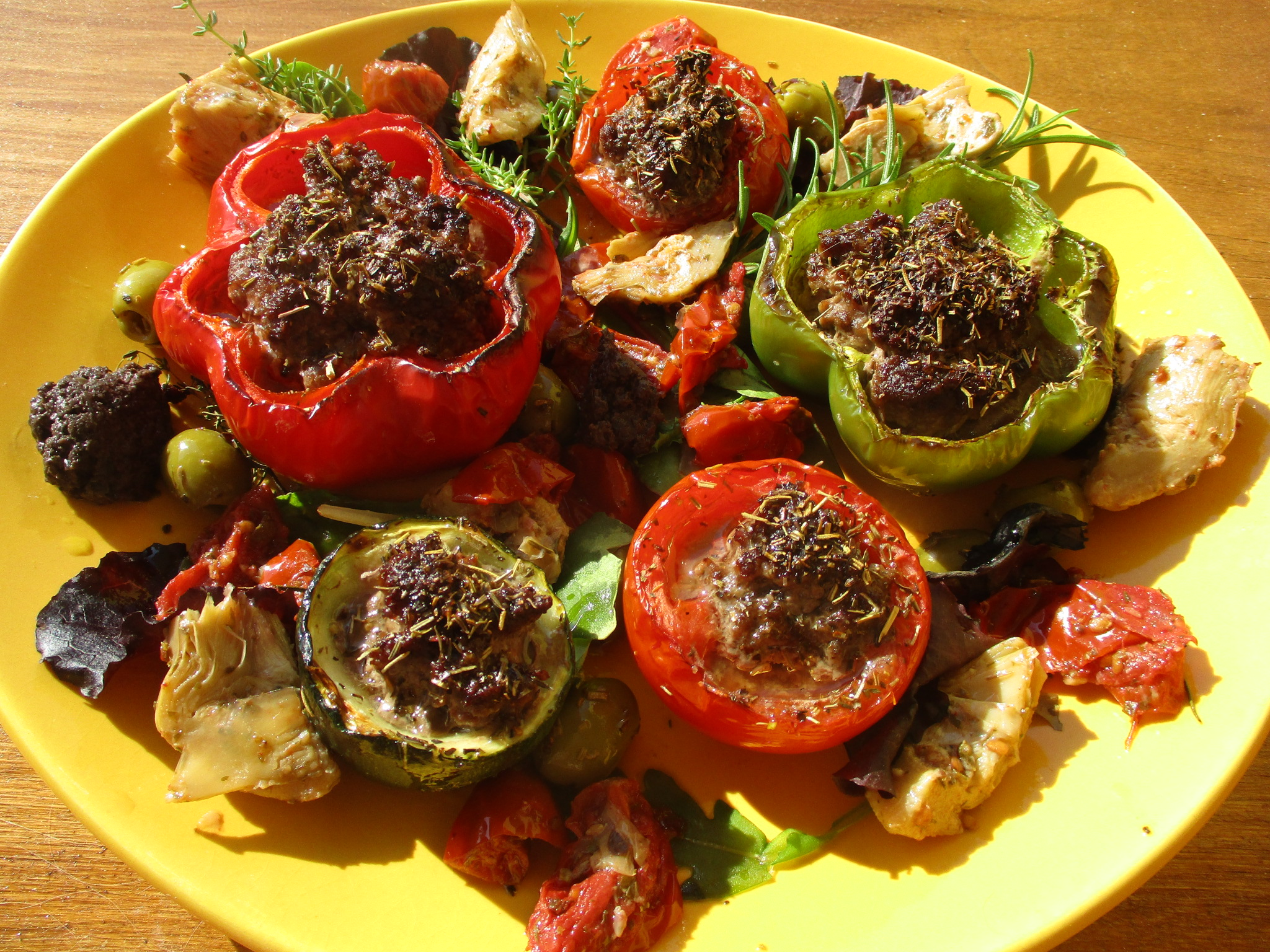
Petits farcis à la provençale.
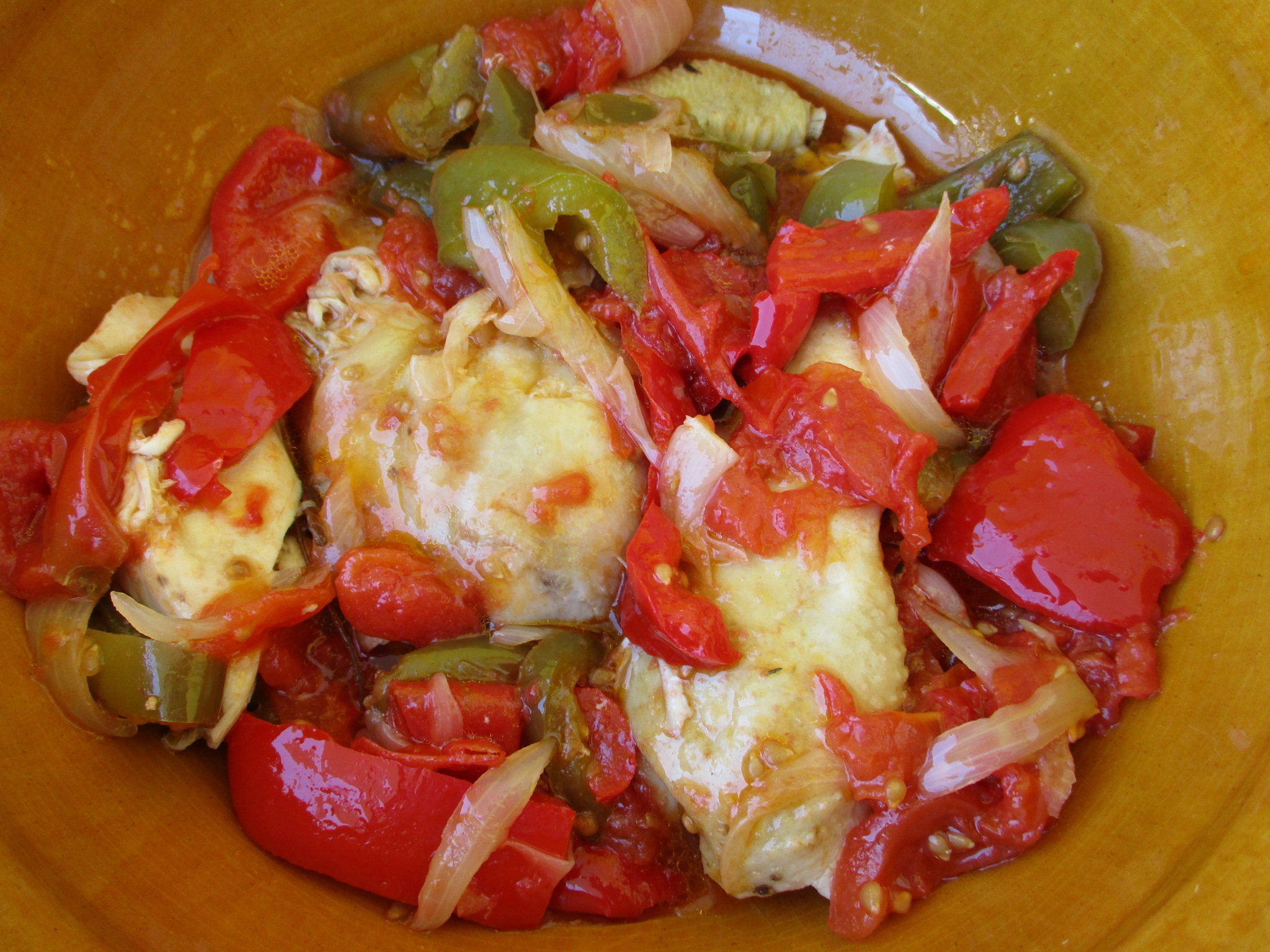
Poulet basquaise.
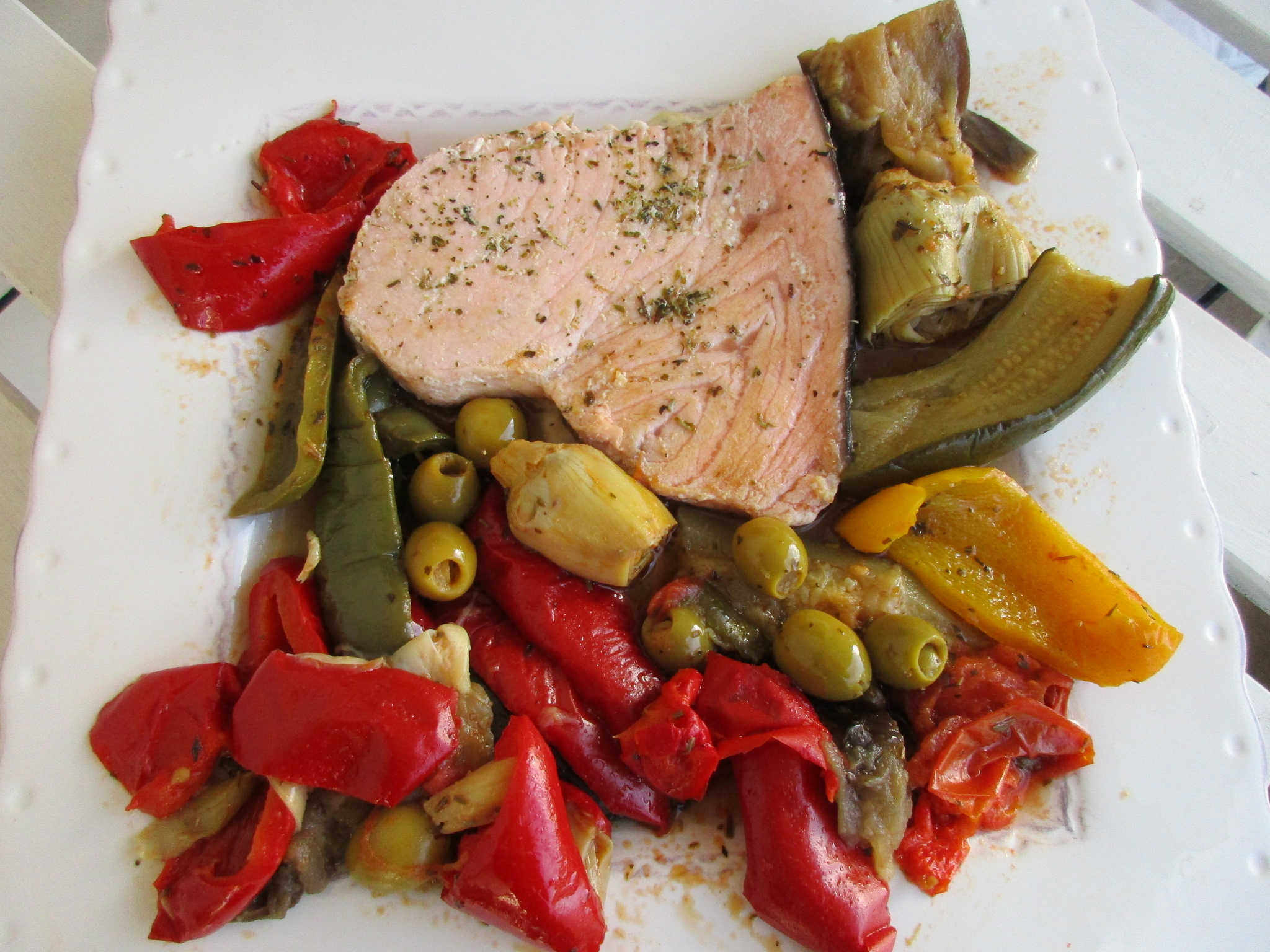
Espadon et poivron grillé.
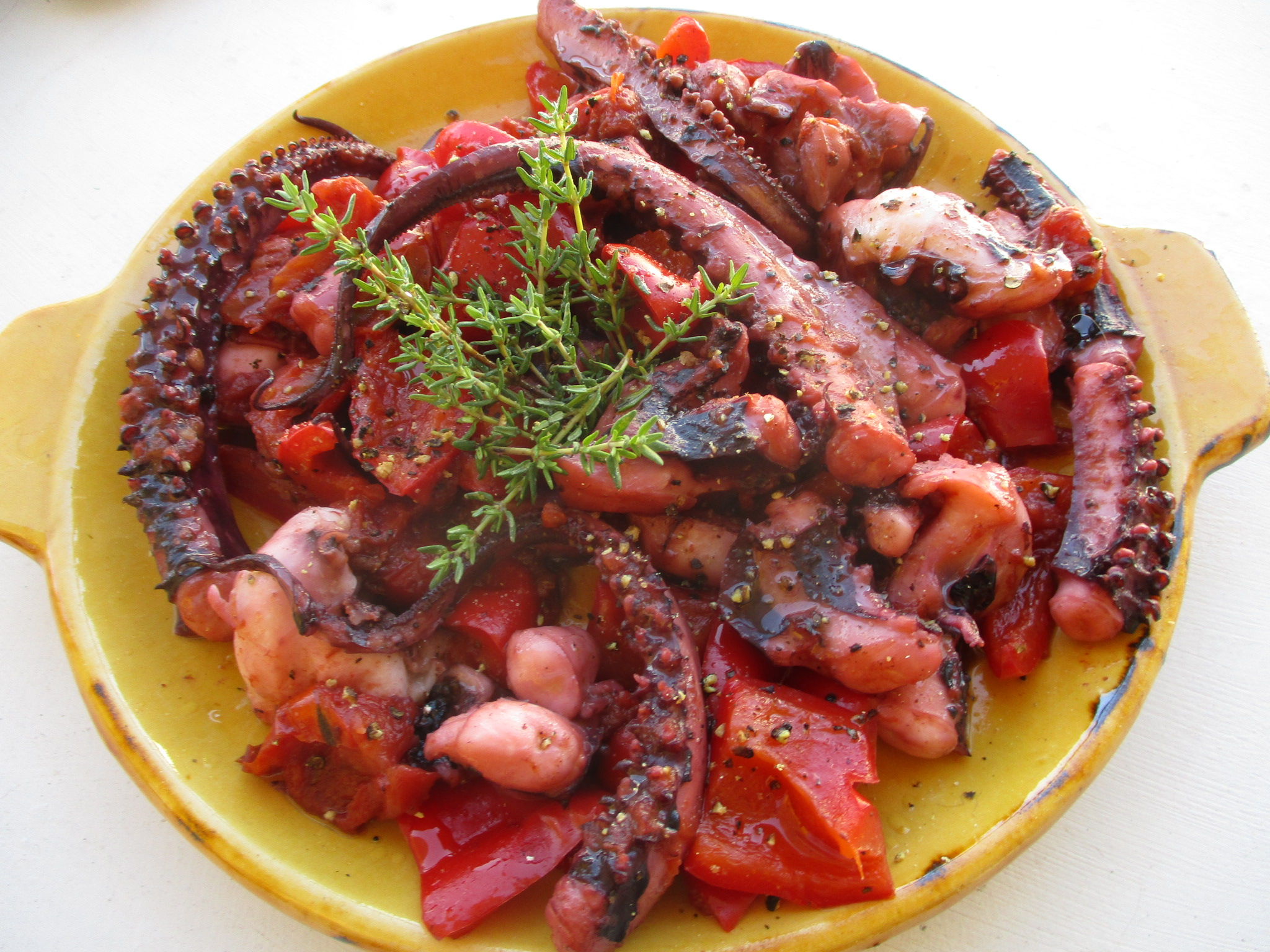
Poulpe à la provençale.

C'est un légume très peu calorique, avec 22 kilocalories aux 100 g. Il est riche en vitamines C et A.
Certaines variétés de poivron riches en terpénoïdes sont utilisées pour fabriquer des colorants.

## Aspects économiques
La production mondiale de poivrons est estimée à 23,2 millions de tonnes (source FAO, 2007). Le premier producteur mondial est la Chine avec 14 millions de tonnes, soit près de 50 %.
| Pays         | Surface cultivée (Mha) | Rendement (q/ha) | Production (Mt) |
| ------------ | ---------------------- | ---------------- | --------------- |
| Chine        | 0,603                  | 191,3            | 14,4033         |
| Mexique      | 0,141                  | 131,79           | 1,690           |
| Indonésie    | 0,155                  | 35,5             | 1,100           |
| Turquie      |                        |                  | 1,090           |
| Espagne      | 0,022                  | 451,9            | 1,065           |
| États-Unis   | 0,032                  | 265,1            | 0,855           |
| Nigeria      | 0,091                  | 79,11            | 0,723           |
| Égypte       | 0,026                  | 148,8            | 0,475           |
| Corée du Sud | 0,077                  | 49,7             | 0,345           |
| Italie       | 0,014                  | 251,2            | 0,252           |
| Monde        | 1 654                  | 140,5            | 26 056          |
La France en produit 27 000 t, mais en importe 115 000 t, principalement d'Italie et d'Espagne.

## Propriétés médicinales
Le poivron contient une substance, la lutéoline, qui est une flavone qui active des circuits neuronaux impliqués dans l'apprentissage. Le poivron est aussi actif en matière de cancer : les capsiates sont des substances du poivron qui peuvent provoquer la mort des cellules tumorales. Les capsiates sont très proches des capsinoïdes contenues dans le piment et elles ont le même effet. Il est aussi riche en vitamine C, laquelle a été extraite pour la première fois en 1933 à partir du poivron et du paprika par le scientifique hongrois Albert Szent-Györgyi (prix Nobel de physiologie ou médecine de 1937 notamment pour la découverte de la vitamine C et des flavonoïdes).

## Poivron rouge et poivron vert
|                    |               |              |
| Nutriment          | Poivron rouge | Poivron vert |
| Énergie (kcal)     | 27,1          | 20           |
| Protéines (g)      | 0,9           | 0,86         |
| Lipides (g)        | 0,3           | 0,170        |
| Glucides (g)       | 5,2           | 3,23         |
| Fibres (mg)        | 2             | 1,4          |
| Calcium (mg)       | 9             | 10           |
| Fer (mg)           | 0,4           | 0,31         |
| Magnésium (mg)     | 12            | 10           |
| Phosphore (mg)     | 20            | 20           |
| Potassium (mg)     | 169           | 175          |
| Sodium (mg)        | 3             | 3            |
| Bêta-carotène (μg) | 3480          | 208          |
| Vitamine E (mg)    | 0,7           | 0,37         |
| Vitamine C (mg)    | 165           | 80,4         |
| Vitamine B1 (mg)   | 0,04          | 0,057        |
| Vitamine B2 (mg)   | 0,03          | 0,028        |
| Vitamine B3 (mg)   | 0,09          | 0,48         |
| Vitamine B5 (mg)   | 0,1           | 0,1          |
| Vitamine B6 (mg)   | 0,3           | 0,22         |
| Vitamine B9 (μg)   | 22            | 11           |

## Pesticides
Selon une étude la DG Sanco de 2001, l'endosulfan a été retrouvé dans 31,7 % des poivrons testés. L'endosulfan est maintenant interdit d'utilisation en Europe car trop polluant pour l'environnement et trop dangereux pour la santé humaine et animale.
Quant au méthamidophos, dans 20,7 % des cas, les limites maximales en résidus (LMR) excèdent dans 18,7 % de ces
échantillons.[réf. à confirmer]

## Maladies
- Virus de la marbrure légère du piment (PMMoV, Pepper mild mottle virus)